# Aviliai
Aviliai è una città del distretto di Zarasai della contea di Utena, nel nord-est della Lituania. Secondo un censimento del 2011, la popolazione ammonta a 333 abitanti.
Non è molto distante da Imbradas e Antazavė.

## Storia
Il villaggio ha iniziato a svilupparsi nel 1653 attorno ad un maniero del posto. Entrambi appartenevano alla famiglia Giedraičiai, successivamente trasferiti ai Kaminskiai e infine ai Kelpsa. Nel 1712, fu costruita la prima chiesa, successivamente modificata nel 1817. Nel 1875 viene edificato un altro edificio religioso tuttora in piedi, la Chiesa del Cristo Re. La scuola elementare fu costruita tra il 1945 e il 1950.